# 米亞基區

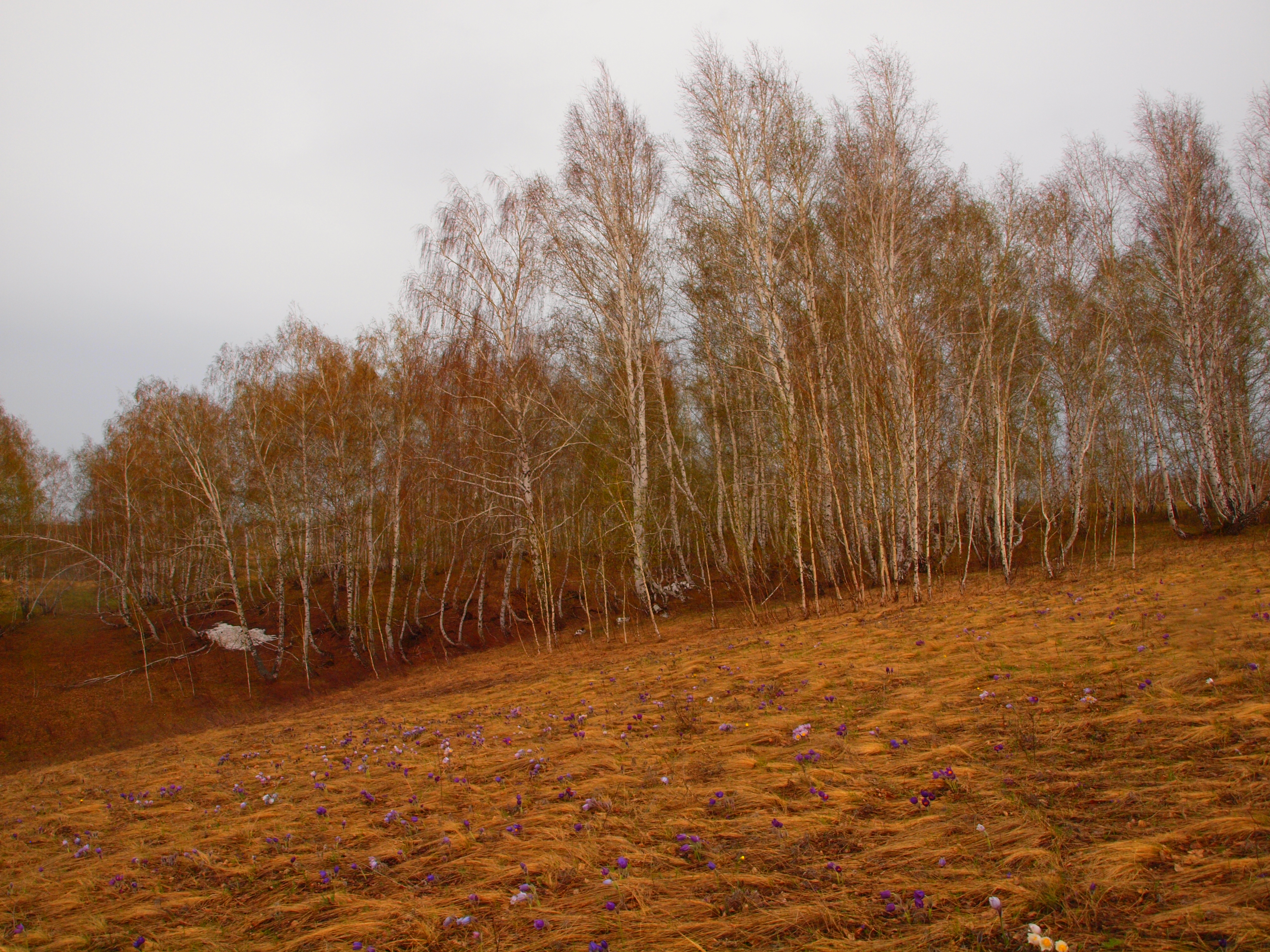

53°38′N 54°47′E / 53.633°N 54.783°E
米亞基區（俄语：Миякинский район），是俄羅斯的一個區，位於該國西南部，由巴什科爾托斯坦共和國負責管轄，始建於1930年8月20日，面積2,051平方公里，2010年人口28,224，人口密度每平方公里13.76人。